# 118号宾夕法尼亚州州道

118号宾夕法尼亚州州道（英語：Pennsylvania Route 118，PA 118）是一条位于美国宾夕法尼亚州东北部的州级公路，西起休斯维尔接405号宾夕法尼亚州州道，东至达拉斯接415号宾夕法尼亚州州道，经过來可明縣、哥倫比亞和路澤恩縣，全长42.248英里（67.992）。